# Richard Glatzer
Richard Glatzer (* 28. Januar 1952 in Queens, New York City, New York; † 10. März 2015 in Los Angeles, Kalifornien) war ein US-amerikanischer Regisseur, Drehbuchautor und Filmproduzent. Bekannt wurde er durch Kinofilme wie The Fluffer, Echo Park L.A. oder Still Alice – Mein Leben ohne Gestern.

## Leben und Karriere
Richard Glatzer, geboren 1952 in Flushing, Queens, wuchs in Westbury auf Long Island und in Livingston, New Jersey auf. Er schloss 1973 die University of Michigan mit einem Bachelor of Arts ab und promovierte später im Fach Englisch an der University of Virginia. Danach unterrichtete er eine Zeit lang an der New School und der School of Visual Arts in New York das Fach Drehbuch.
In den 1980er-Jahren zog er nach Los Angeles, wo er zunächst als Drehbuchautor für Serien wie Junge Schicksale oder Maxie’s World arbeitete. 1993 führte er bei der Komödie Grief erstmals selbst Regie, für die er auch das Drehbuch verfasst hatte. Mit seinem späteren Ehemann, dem Regisseur Wash Westmoreland, realisierte er in den 2000er-Jahren Filme wie The Fluffer oder Echo Park L.A., für den er zusammen mit Westmoreland den Audience Award und den Grand Jury Prize beim Sundance Film Festival gewann.
Im Jahr 2011 stellten die Ärzte bei ihm die Diagnose Amyotrophe Lateralsklerose (ALS). Ungeachtet des fortschreitenden Krankheitsverlaufs arbeitete Glatzer zusammen mit seinem Mann an weiteren Filmprojekten wie dem Independent Film über den Schauspieler Errol Flynn Mein Leben mit Robin Hood oder dem Alzheimer-Drama Still Alice – Mein Leben ohne Gestern mit Julianne Moore in der Hauptrolle, die für ihre Darstellung 2015 den Oscar als beste Schauspielerin gewann.
Glatzer, der der Zeremonie nicht mehr persönlich beiwohnen konnte, starb am 10. März 2015 im Alter von 63 Jahren in Los Angeles, Kalifornien.
Sein gemeinsam mit seinem Ehemann geschriebenes Drehbuch über die Schriftstellerin Colette hat Westmoreland ab Mai 2016 mit Keira Knightley in der Hauptrolle verfilmt.
Neben seiner Karriere als Regisseur und Drehbuchautor arbeitete er auch als Film- und Fernsehproduzent, unter anderem für die US-amerikanische Serie America’s Next Top Model.

## Filmografie

### Als Regisseur
- 1993: Grief
- 2001: The Fluffer
- 2006: Echo Park L.A. (Quinceañera)
- 2013: Mein Leben mit Robin Hood
- 2014: Still Alice – Mein Leben ohne Gestern (Still Alice)

### Als Drehbuchautor
- 1984: Junge Schicksale (Fernsehserie, 1 Episode)
- 1989: Maxie’s World (Fernsehserie, 1 Episode)
- 1993: Grief
- 2006: Echo Park L.A. (Quinceañera)
- 2013: Mein Leben mit Robin Hood
- 2014: Still Alice – Mein Leben ohne Gestern (Still Alice)
- 2018: Colette

### Als Produzent
- 1988–1989: Divorce Court (Fernsehserie, 2 Episoden)
- 2003–2013: America’s Next Top Model (Fernsehserie, 99 Episoden)
- 2008: Pedro